# Hòn Đất, An Giang
Hòn Đất là thị trấn huyện lỵ của huyện Hòn Đất, tỉnh Kiên Giang, Việt Nam.

## Địa lý
Thị trấn Hòn Đất nằm ở trung tâm huyện Hòn Đất, có vị trí địa lý:
- Phía đông giáp xã Sơn Kiên
- Phía tây giáp xã Bình Sơn
- Phía nam giáp xã Thổ Sơn và xã Lình Huỳnh
- Phía bắc giáp xã Nam Thái Sơn.

Thị trấn Hòn Đất có diện tích 32,96 km², dân số năm 2020 là 12.676 người, mật độ dân số đạt 385 người/km².

## Hành chính
Thị trấn Hòn Đất được chia thành 5 khu phố: Chòm Sao, Đầu Doi, Đường Hòn, Sư Nam, Tri Tôn.

## Lịch sử
Ngày 24 tháng 5 năm 1988, Hội đồng Bộ trưởng ban hành Quyết định 92-HĐBT về việc thành lập thị trấn Hòn Đất trên cơ sở 4 ấp rưỡi của xã Thổ Sơn và 1 ấp của xã Nam Thái Sơn.

## Hình ảnh

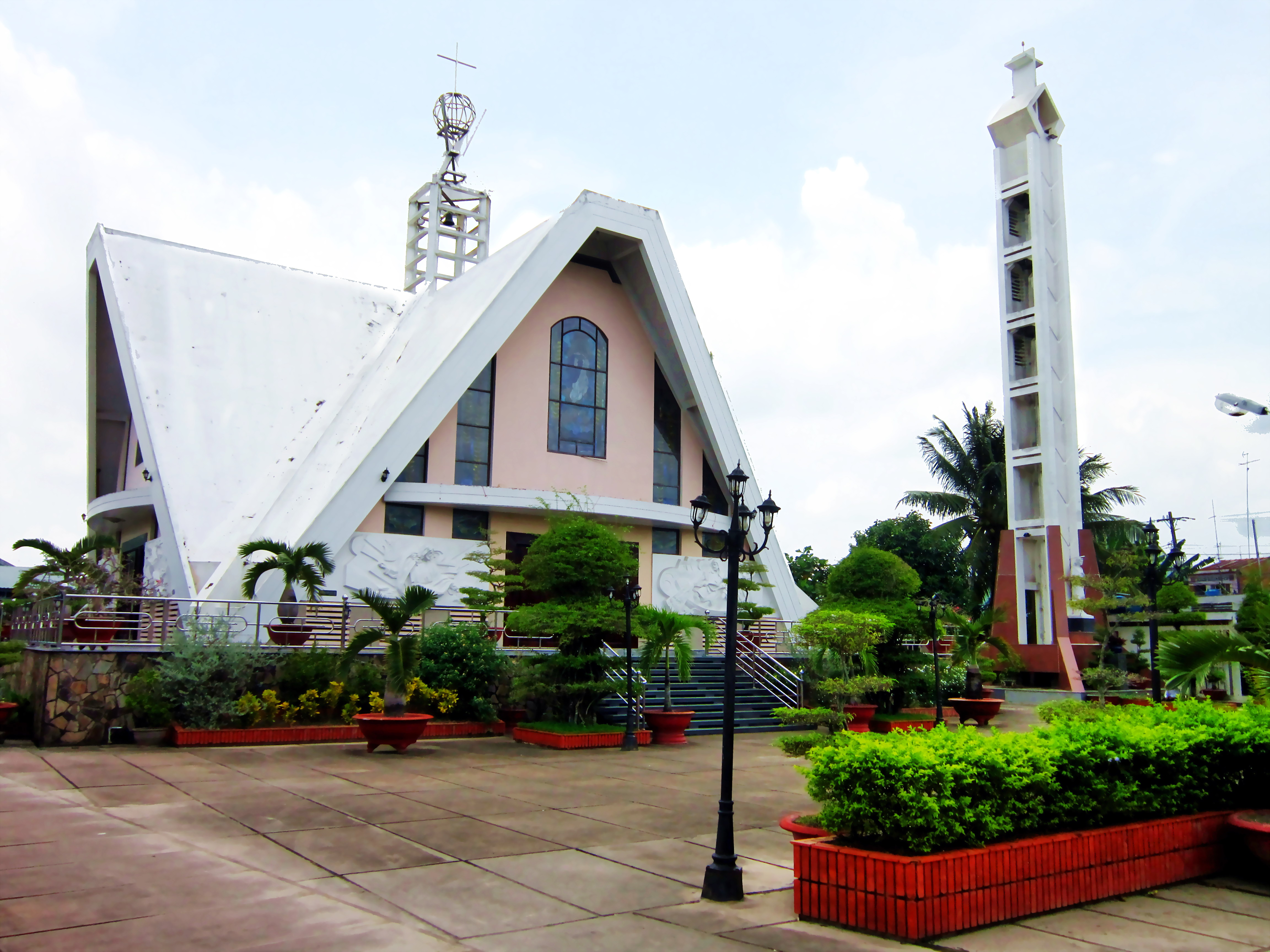
Nhà thờ thị trấn Hòn Đất
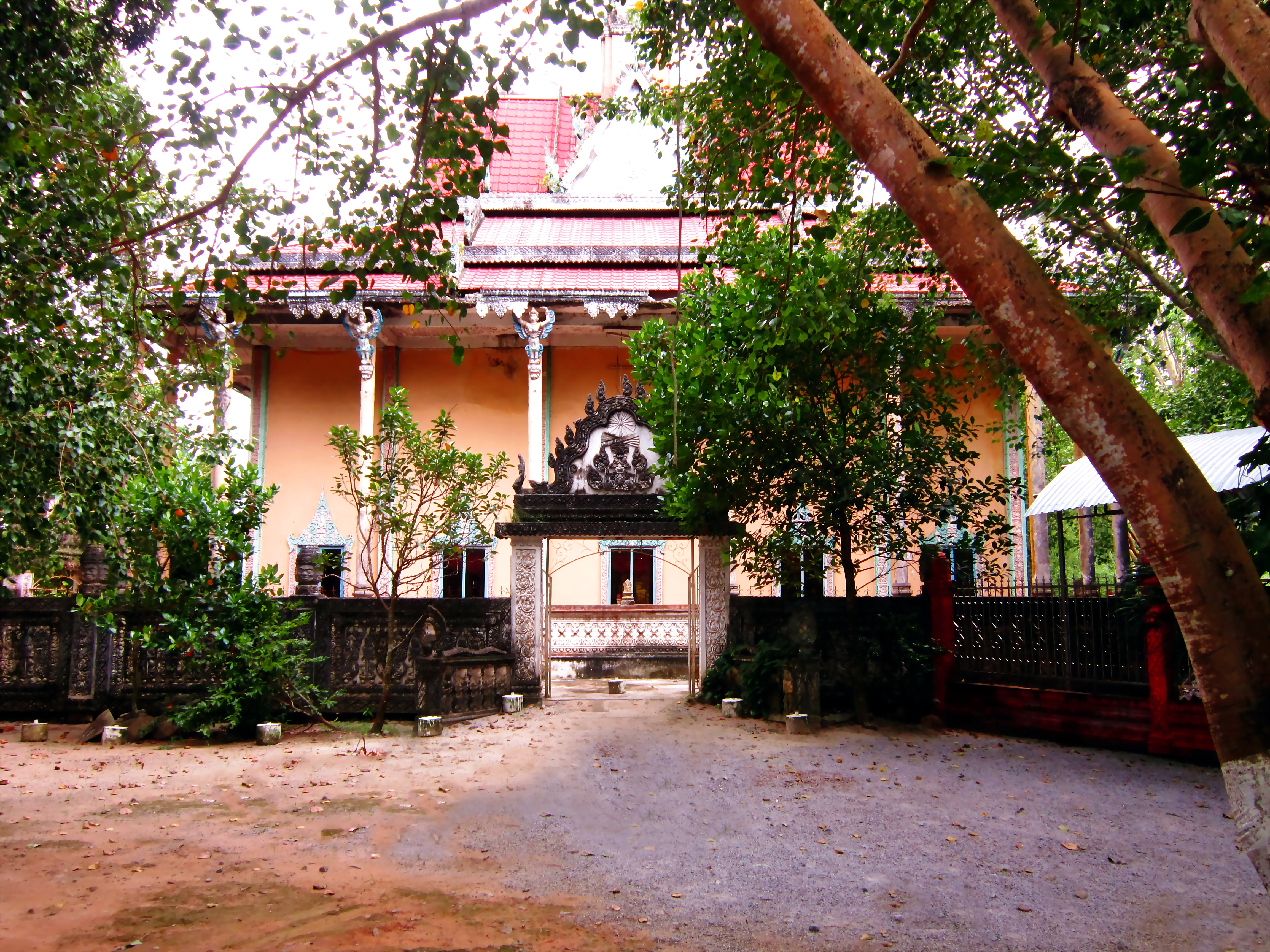
Chùa Khmer ở thị trấn Hòn Đất
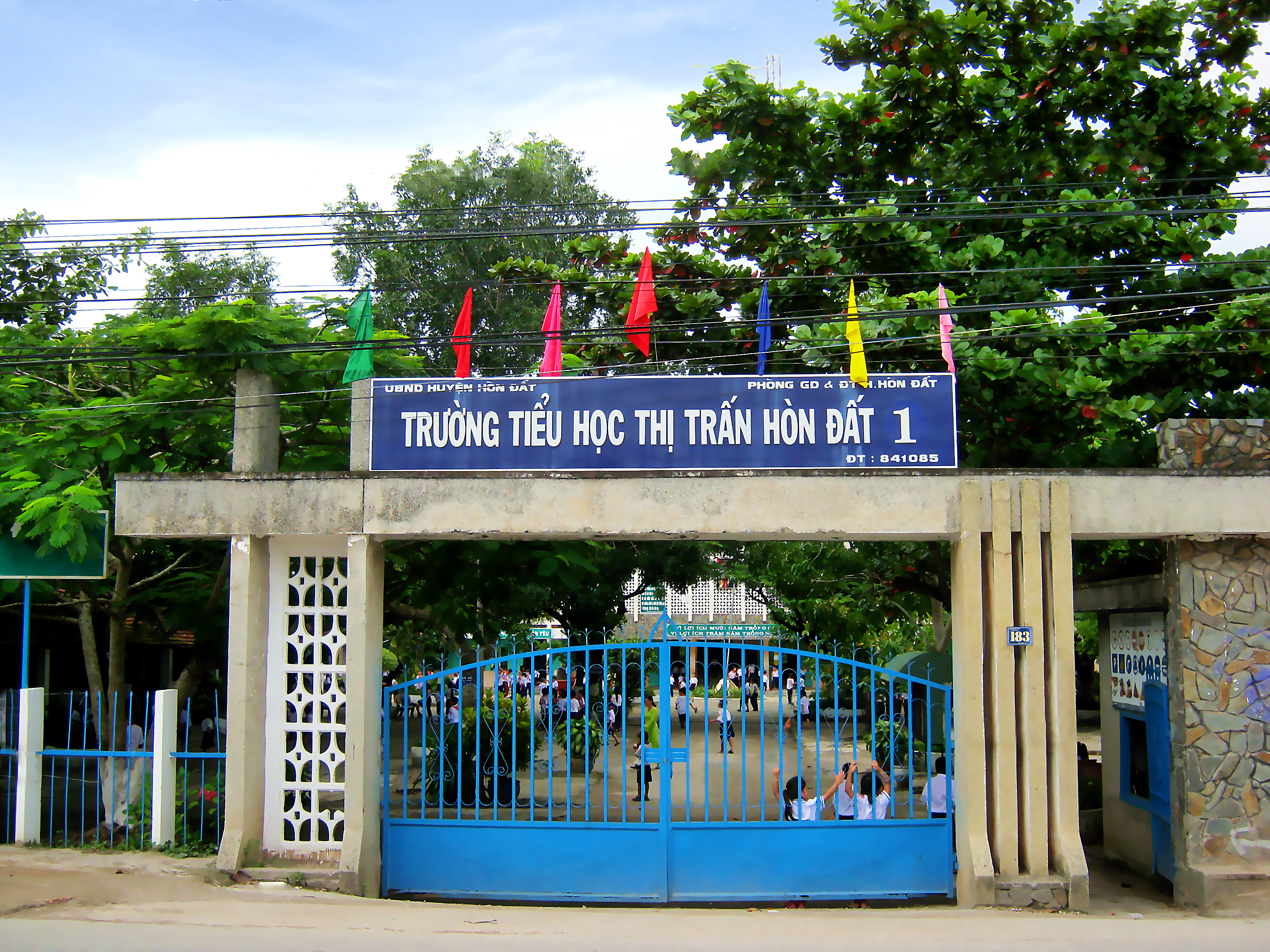
Trường tiểu học thị trấn Hòn Đất
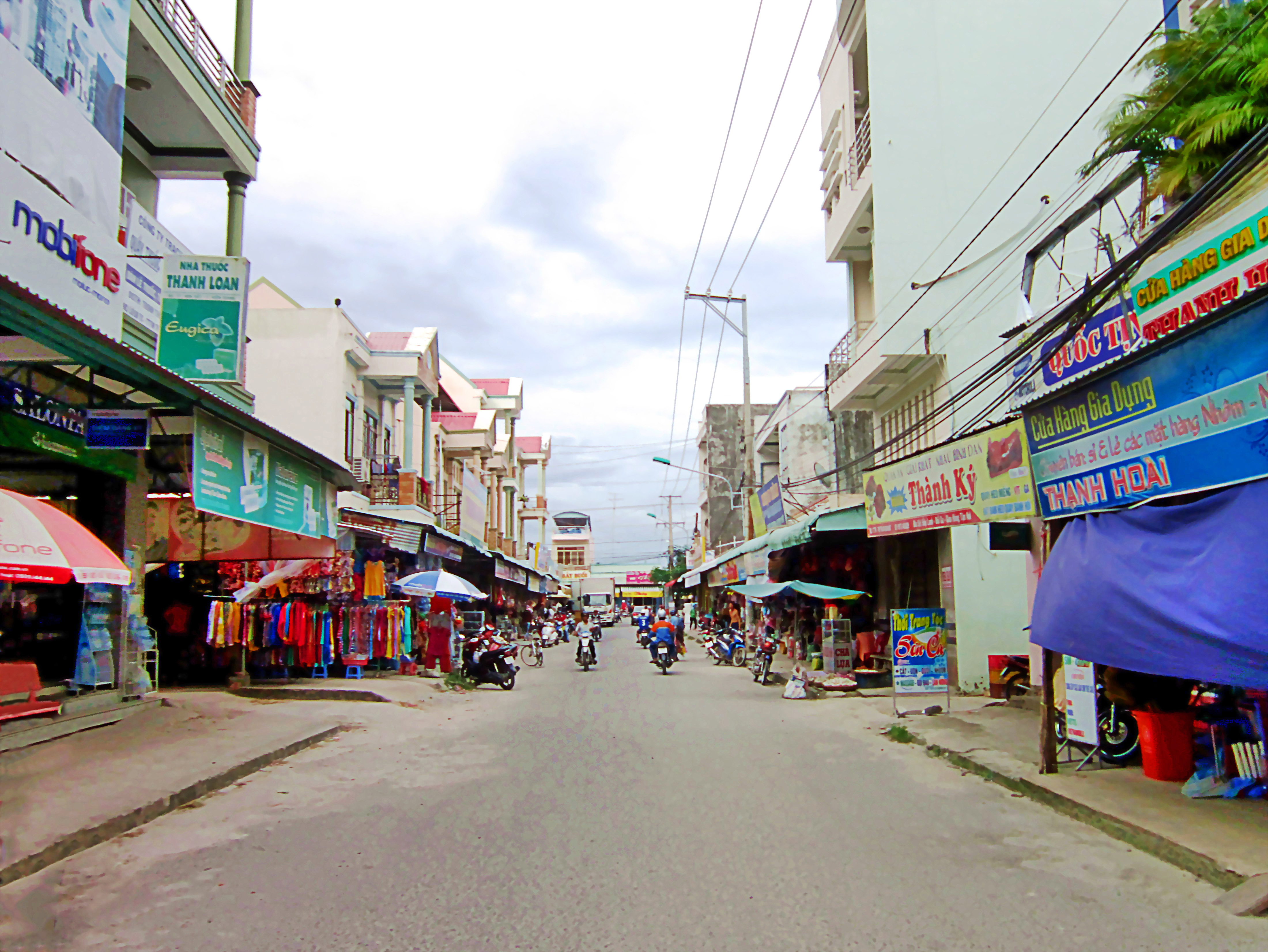
Một trong số con đường vào chợ thị trấn Hòn Đất
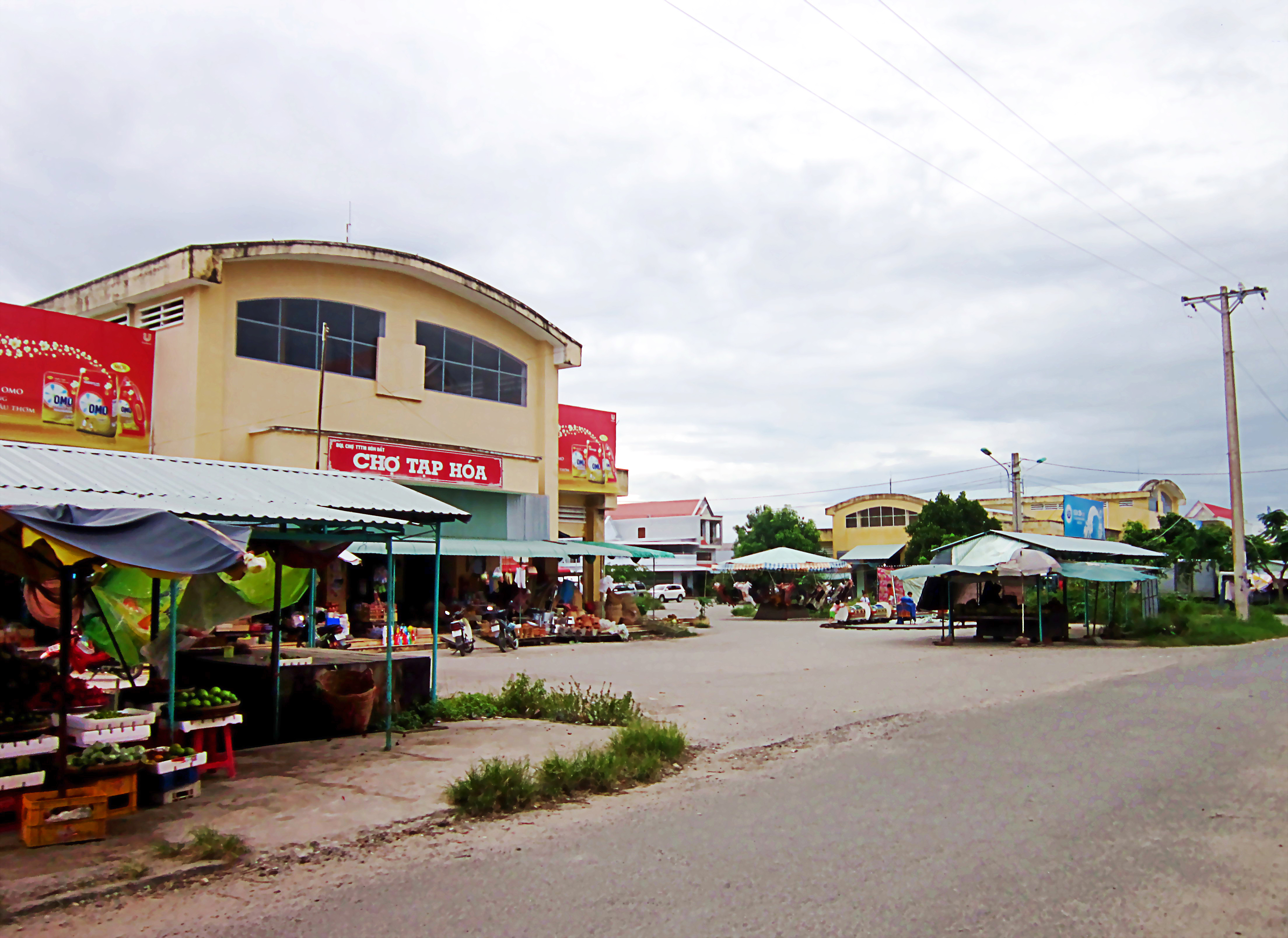
Khu vực bán tạp hóa trong chợ thị trấn